# Каблучка (фільм)
«Каблучка» — радянський художній фільм 1991 року, знятий режисером Рамізом Азізбейлі.

## Сюжет
За мотивами однойменної п'єси Вагіфа Самедоглу. У фільмі розповідається про літні дачні пригоди сімей, що зібралися із різних верств суспільства. Вони дуже різні, і у кожній сім'ї є свій погляд на світ. Тому протягом усього фільму ми спостерігаємо комічні та смішні сценки, в які потрапляють ці сім'ї, через стосунки один до одного.

## У ролях
- Афаг Беширкизи — Сойлу
- Валех Керімов — Мошу Гоязанли
- Гюльшад Бахшієва — Сара
- Айшад Мамедов — Гусейн
- Фіренгіз Рахімбекова — Севда
- Насір Садихзаде — Танрібек
- Рафаель Дадашев — Расім
- Мухтар Манієв — Зірпі
- Джахангір Новрузов — начальник міліції
- Аріф Кулієв — міліціонер
- Нікар Шихалієва — роль другого плану
- Семрал Тахмазов — роль другого плану
- Аббасгулу Аблуч — роль другого плану
- Турал Багіров — роль другого плану
- Шукур Халілов — роль другого плану
- Панах Халілов — роль другого плану
- Хікмат Імамалієв — роль другого плану
- Тофік Тагі-заде — роль другого плану
- Нурія Ахмедова — роль другого плану
- Ахмед Тахмазов — роль другого плану
- Акіф Пірієв — роль другого плану
- Фуад Алієв — роль другого плану
- Лала Балтаджі — роль другого плану
- Яшар Багіров — роль другого плану
- Закір Фахрі — роль другого плану
- Садиг Садигів — роль другого плану
- Нізамі Бейдаміров — роль другого плану
- Ільхам Хошкун — роль другого плану
- Хадича Хейруллаєва — роль другого плану
- Надір Микаїлов — роль другого плану
- Ілгар Алієв — роль другого плану
- Акіф Ашагі Волт — роль другого плану
- Акіф Юхари Волт — роль другого плану
- Салім Тахта — роль другого плану
- Бахар ішчі — роль другого плану
- Дашдемір — роль другого плану
- Шувалоні Кулоган — роль другого плану
- Ширзад Абдуллаєв — роль другого плану
- Фуад Рзаєв — роль другого плану
- Вагіф Айвазов — роль другого плану
- Ельман Шейдаєв — роль другого плану
- Раміз Азізбейлі — п'яний
- Вагіф Самедогли — продавець води

## Знімальна група
- Режисер — Раміз Азізбейлі
- Сценаристи — Раміз Азізбейлі, Вагіф Самедогли, Орхан Фікратоглу
- Оператор — Амін Новрузов
- Композитор — Ельдар Мансуров
- Художник — Рафік Насіров